# ラジオ・フリー・ヨーロッパ
ラジオ・フリー・ヨーロッパおよびラジオ・リバティー（英語: Radio Free Europe / Radio Liberty、略称はRFE / RL、自由欧州放送とも訳される） は、アメリカ合衆国議会の出資によって運営されている報道機関である。東ヨーロッパからロシアを主な対象地域とするラジオ放送を行っている。本部はプラハ。

## 概説
ヨーロッパと中東に組織を置いている。放送は毎週1,000時間以上、28の言語で、短波、AM、FMおよびインターネットによって行われている。RFE/RLの公式の任務は、「事実の情報と思想を広めることにより、民主的な価値と制度を促進する」ことにあるとされている。

## 初期の歴史
1949年6月、ニューヨークにおいて「The National Committee for a Free Europe」が設立された。RFEはこの組織の放送部門であった。本部はドイツ（西ドイツ）のミュンヘンに設けられ、1950年7月4日、チェコスロバキアに向けて最初の短波による放送番組が送信された。
運営資金はアメリカ合衆国議会より提供されており、1971年までその資金は中央情報局（CIA）を通じてRFEに渡されていた。CIAにとって放送は鉄のカーテン（東側諸国）の向こう側に向けた心理戦の一部であった。CIAは全般的なガイドラインを作成し、ニュース記事の処理に日々介入した。CIAによるRFEへの資金提供は、RFEが1971年にデラウェアにおいて非営利法人として再設立認可され、The Board for International Broadcastingの監督下に移り、予算が公開で承認されるようになるまでは、公に知られていなかった。

## ラジオ・リバティーとの統合以降
1975年、RFEは議会が資金提供を行う反共主義の組織として非常に良く似たものであったラジオ・リバティーと統合し、グループの正式名称をRadio Free Europe/Radio Liberty (RFE/RL) とした。
ソ連当局は、常にRFE/RLの放送をジャミングで妨害しようとし、1988年まで続いた。1981年にはミュンヘンの本部がルーマニアの諜報機関による爆弾テロにあっている。チェルノブイリ原発事故も東欧側に報道した。1985年から1993年までの間、当機関はラジオ・フリー・アフガニスタンも運営した。
1991年、ソビエト連邦の崩壊によりRFE/RLの予算は減額された。本部は1995年にチェコのプラハに移り、ヨーロッパでの活動は縮小した（南スラブの支局が残された）。しかし別の方向では活動が拡大した。1998年にはラジオ・フリー・イラクとペルシア語放送（後のラジオ・ファルダ）が開始された。1999年にはコソボでの放送が開始された。2002年にはラジオ・フリー・アフガニスタンが再開し、またペルシア語放送がラジオ・ファルダに改組された。なお、1994年に国際放送協会 (BIB) の任務は「米国放送協会」に引き継がれた。
2009年11月29日、イラクのサッダーム・フセイン元大統領が、2000年に情報機関に対して、プラハにあるRFE/RL本部を襲撃して破壊するよう命じていたことが、チェコの情報機関によって明らかにされた。RFE/RLは、イラク向けの放送を行っており、西側の情報が浸透することを恐れたサッダームは、配下の情報機関に破壊工作を命じた。工作員は、イラクの外交団と共にチェコに入国し、同国で襲撃計画を立案。計画に使用する手榴弾、軽機関銃、カラシニコフ銃、ロケット砲などの武器は、外交官用の車に忍ばせて運ばれた。工作員はRFE/RL本部の前にある、架空のイラク企業が入居する予定のアパートから攻撃を仕掛ける予定であったが、2000年にチェコの情報機関によって計画が察知され、襲撃計画は失敗。チェコはイラクに対し、工作員をチェコ国外に退去させるよう警告を発し、2001年に工作員5人が国外追放され、2003年3月には、工作員の入国を手引きしたイラク大使館のアフマド・アル＝アーニー1等書記官を国外追放した。
2022年ロシアのウクライナ侵攻以降、多くの特派員が自費でロシア国外に移住し新しい仕事を探さなくてはならなくなったという。欠員が埋まったリガの事務所には50人が在籍しており、プラハに次ぐメディアハブとなった。数十人の地方通信員がロシア国内で活動を継続しているという。
2022年12月1日、アフガニスタンのタリバン暫定政権が、同放送の受信を一部州で禁止した。
2025年3月14日、ドナルド・トランプ米大統領は米国グローバルメディア局(USAGM)を含む省庁の機能を縮小する大統領令に署名し、USAGMは傘下に持つRFE/RLだけでなく、ボイス・オブ・アメリカ、ラジオ・フリー・アジアに対して資金提供を中止した。